# Клаудія Думіт
Клаудія Думіт (англ. Claudia Doumit; нар. 2 травня 1992, Сідней, Австралія) — австралійська актриса. Вона зіграла Джію Маррі в серіалі NBC «Поза часом» і найбільш відома своїми ролями Фари Карім з «Call of Duty: Modern Warfare» і Вікторії Нойман з телесеріалу Prime Video «Хлопаки» і «Покоління V».

## Раннє життя та освіта
Клаудія Думіт народилася 31 березня 1987 року в Сіднеї, Австралія. Вона має італійське та ліванське походження. У неї є один старший брат на ім'я Джеймс[джерело?]. Думіт навчалася в коледжі Сент-Вінсента в Поттс-Пойнт.
Думіт навчалася в Акторському коледжі театру і телебачення (ACTT) і Центрі акторів Австралії. Незважаючи на те, що їй відмовили в Національному інституті драматичного мистецтва (NIDA) в Кенсінгтоні (Австралія), вона відвідала кілька занять. Вона також пройшла дворічну інтенсивну програму в Академії акторської майстерності Стелли Адлер у Лос-Анджелесі.

## Кар'єра
У 2016 році Думіт почала грати роль Джії Маррі в серіалі NBC «Поза часом». Серіал завершився у 2018 році.
5 вересня 2019 року було оголошено, що Думіт буде обрана на роль суперлиходійки Наді Едгар/Вікторії «Вік Віп» Нойман у другому сезоні серіалу про супергероїв від Amazon «Хлопаки», де вона возз'єднається з колегами по серіалу «Поза часом» Гораном Вишничем, Малкольмом Барреттом і шоуранером Еріком Кріпке. Згодом вона повторила свою роль у третьому та четвертому сезонах серіалу, а також у спінофі «Покоління V».
Думіт також з'явилася у відеогрі Call of Duty: Modern Warfare 2019 року, де вона озвучила та зіграла Фару Карім.

## Особисте життя
У лютому 2024 року Джек Куейд, зірка серіалу «Хлопаки», підтвердив, що вони зустрічаються .

## Фільмографія

### Кінофільми
| Рік  |   | Українська назва           | Оригінальна назва                | Роль    |
| ---- | - | -------------------------- | -------------------------------- | ------- |
| 2016 | ф | Втрата в любові            | англ. Losing in Love             | Джої    |
| 2017 | ф | Що завгодно                | англ. Anything                   | Ейпріл  |
| 2018 | ф | Чувак                      | англ. Dude                       | Джесіка |
| 2019 | ф | Там нагорі                 | англ. Up There                   | Тіна    |
| 2019 | ф | Де ти поділась, Бернадетт? | англ. Where'd You Go, Bernadette | Іріс    |
| 2022 | ф | Ділан і Зої                | англ. Dylan & Zoey               | Зої     |
| 2026 | ф | Соулм8йт                   | англ. SOULM8TE                   |         |

### Телебачення
| Рік       |    | Українська назва | Оригінальна назва         | Роль                                       |
| --------- | -- | ---------------- | ------------------------- | ------------------------------------------ |
| 2011      | с  | Колесо хом'ячка  | англ. The Hamster Wheel   | масовка                                    |
| 2014—2014 | с  | Фальсифікація    | англ. Faking It           | Айві (Епізод: "Pilot")                     |
| 2014—2016 | с  | Скандал          | англ. Scandal             | помічниця (3 епізоди)                      |
| 2015      | с  | Новенька         | англ. New Girl            | красуня в барі (Епізод: "Coming Out")      |
| 2015      | с  | Майк і Моллі     | англ. Mike & Molly        | Фрідом (Епізод: "No Kay Morale")           |
| 2016      | с  | Як бути вампіром | англ. How to Be a Vampire | тусовщиця № 1 (6 епізодів)                 |
| 2016      | тф | Шкідливі звички  | англ. Nasty Habits        | Дженні                                     |
| 2016—2018 | с  | Поза часом       | англ. Timeless            | Джія (27 епізодів)                         |
| 2017      | с  | Супердівчина     | англ. Supergirl           | Бет Брін (Епізод: "Ace Reporter")          |
| 2017      | с  | В даний момент   | англ. In the Moment       | Неллі (Епізод: "That Unspoken Jealousy")   |
| 2020—2024 | с  | Хлопаки          | англ. The Boys            | Вікторія Нойман (28 епізодів)              |
| 2021      | с  | Сім на 7         | англ. Seven on 7          | Вікторія Нойман (Епізод: "Sept 2021")      |
| 2023      | с  | Покоління V      | англ. Gen V               | Вікторія Нойман (Епізод: "Sick")           |
| 2024      | с  | Секретний рівень | англ. Secret Level        | Лайла (Епізод: "CrossFire: Good Conflict") |

### Відеоігри
| Рік  |    | Українська назва                 | Оригінальна назва                | Роль       |
| ---- | -- | -------------------------------- | -------------------------------- | ---------- |
| 2019 | вг | Call of Duty: Modern Warfare     | Call of Duty: Modern Warfare     | Фара Карім |
| 2020 | вг | Call of Duty: Warzone            | Call of Duty: Warzone            | Фара Карім |
| 2021 | вг | Call of Duty: Mobile             | Call of Duty: Mobile             | Фара Карім |
| 2022 | вг | Call of Duty: Modern Warfare II  | Call of Duty: Modern Warfare II  | Фара Карім |
| 2023 | вг | Call of Duty: Modern Warfare III | Call of Duty: Modern Warfare III | Фара Карім |